# Municipio de Liberty (condado de Adams, Illinois)
El municipio de Liberty (en inglés: Liberty Township) es un municipio ubicado en el condado de Adams en el estado estadounidense de Illinois. En el año 2010 tenía una población de 1360 habitantes y una densidad poblacional de 14,23 personas por km².

## Geografía
El municipio de Liberty se encuentra ubicado en las coordenadas 39°52′56″N 91°5′31″O / 39.88222, -91.09194. Según la Oficina del Censo de los Estados Unidos, el municipio tiene una superficie total de 95.59 km², de la cual 95,54 km² corresponden a tierra firme y (0,05 %) 0,05 km² es agua.

## Demografía
Según el censo de 2010, había 1360 personas residiendo en el municipio de Liberty. La densidad de población era de 14,23 hab./km². De los 1360 habitantes, el municipio de Liberty estaba compuesto por el 98,75 % blancos, el 0,37 % eran afroamericanos, el 0,37 % eran amerindios y el 0,51 % eran de una mezcla de razas. Del total de la población el 0,07 % eran hispanos o latinos de cualquier raza.